# Декабрьские вечера Святослава Рихтера
«Дека́брьские вечера́ Святосла́ва Ри́хтера» (до 1997 — «Декабрьские вечера») — ежегодный международный фестиваль в Музее изобразительных искусств имени А. С. Пушкина (Москва). Учреждён в 1981 году по инициативе И. А. Антоновой и С. Т. Рихтера; художественные руководители — С. Т. Рихтер (1981—1997) и Ю. А. Башмет (с 1997 года). Основная особенность фестиваля — идея синтеза искусств: в его программах объединяются музыка, живопись, поэзия, драматургия. Каждый год художественная выставка и приуроченные к ней концерты объединены общей темой, которая по-разному раскрывается в разных видах искусства. Фестиваль проводится в декабре в Белом зале ГМИИ имени А. С. Пушкина. В числе участников — крупнейшие российские и зарубежные музыканты; экспонаты для выставок предоставляются ведущими музеями России и мира.

## История

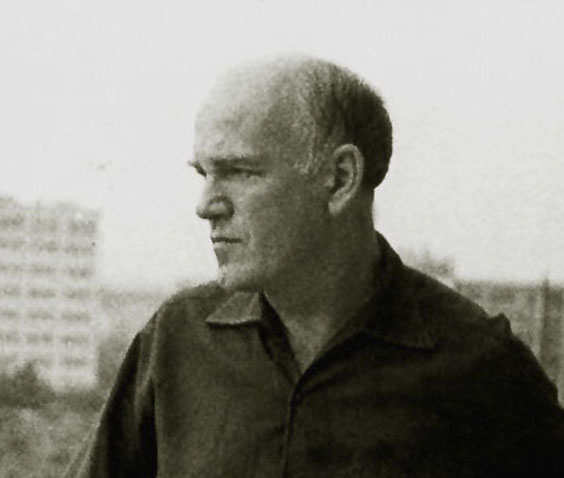
Святослав Рихтер (1966 г.)

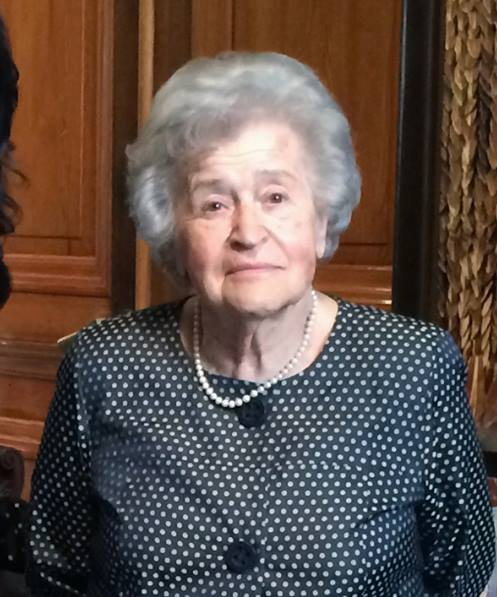
Ирина Антонова (2014 г.)

Традиция музыкальных вечеров в Пушкинском музее существовала с 1930-х годов. В 1961 году, когда директором музея стала И. А. Антонова, они приобрели более систематический характер и, как правило, приурочивались к вернисажам или иным событиям. К концу 1970-х — началу 1980-х годов концерты становились всё более регулярными; в числе их постоянных участников был Святослав Рихтер. Именно инициатива Рихтера и Антоновой привела в 1981 году к созданию фестиваля. Её успешному осуществлению способствовал глубокий интерес каждого из них не только к «своему», но и к иным видам искусства: Ирина Антонова — искусствовед, но также и меломан, знаток музыкального театра; Святослав Рихтер — пианист, но в то же время ценитель живописи и талантливый художник, бравший уроки у Роберта Фалька. По словам сотрудницы ГМИИ И. В. Бакановой, «их объединяло то, что они оба любили и умели находить параллели музыкальным образам в живописи и литературе».
Святослав Рихтер вспоминал о возникновении замысла следующим образом: «Однажды директор Пушкинского музея Ирина Александровна Антонова явилась ко мне с дерзким предложением устроить подобное [фестивалю в Туре] музыкальное действо в России. Она предоставила в моё распоряжение прекрасный Белый зал музея. Так появились „Декабрьские вечера“».
Время проведения фестиваля выбрал Рихтер, считавший, что декабрь «имеет в Москве особое символическое звучание» и что «„Декабрьские вечера“ — это красота Москвы зимой». Он же дал фестивалю название, хотя Ирина Антонова предлагала другое — «Дары волхвов» (по ассоциации с рождественскими праздниками, «дарами» музыкантов и местонахождением музея на Волхонке). Впоследствии Антонова вспоминала, что её вариант Рихтеру понравился, но, поскольку это был 1981 год, он опасался, что их «не поймут».
Первый фестиваль состоялся уже в декабре того же 1981 года и был посвящён русской музыке XIX — начала XX века и теме музыки в произведениях русских художников. С тех пор он проводился ежегодно, одновременно со специально приуроченной к нему выставкой произведений изобразительного искусства. Каждый раз в подготовке программ принимал участие сам Рихтер, стремившийся к взаимообогащению и синтезу разных видов искусств. Именно в рамках фестиваля он впервые попробовал себя в качестве режиссёра, поставив (в соавторстве с Борисом Мессерером, Анатолием Эфросом и Борисом Покровским) оперы Бенджамина Бриттена «Альберт Херринг» (1983) и «Поворот винта» (1984). В то же время предпочтение отдавалось камерному музицированию, причём для Рихтера был исключительно важен тесный контакт слушателей и исполнителя: первый ряд в зале ставился полукругом, а часть публики сидела прямо на сцене; музыканты, завершив исполнение, занимали место слушателей.

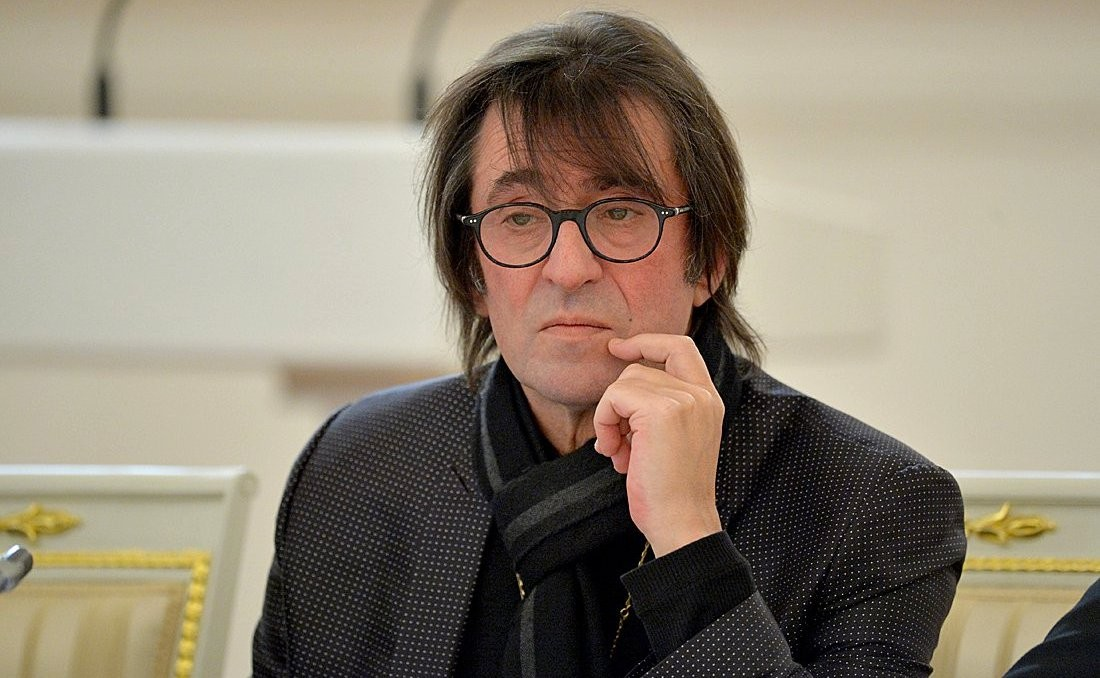
Юрий Башмет (2014 г.)

С самого начала существования фестиваля Святослав Рихтер был его художественным руководителем, Ирина Антонова — директором. В 1995 году они стали лауреатами Государственной премии Российской федерации в области просветительской деятельности за создание и проведение международного музыкального фестиваля «Декабрьские вечера». После смерти Рихтера в 1997 году роль художественного руководителя «Декабрьских вечеров» взял на себя Ю. А. Башмет. Ещё в 1981 году он был свидетелем того, как Рихтер и Антонова обсуждали замысел фестиваля, а впоследствии принимал участие в самых первых «Декабрьских вечерах». Изменилось и название фестиваля: с 1997 года он стал называться «Декабрьские вечера Святослава Рихтера». Юрий Башмет, называя фестиваль «детищем» Рихтера, подчёркивал, что заложенные им традиции продолжились и «Декабрьские вечера» стали неотъемлемой частью музыкальной жизни столицы.
Фестивальные концерты неизменно проходят в Белом зале Пушкинского музея: пространстве одновременно торжественном и камерном. Искусствовед и переводчик И. Е. Прусс (1931—2018), бывшая программным и исполнительным директором фестиваля с момента его основания, характеризовала Белый зал как «идеальную обстановку для музицирования». По её словам, «здесь оживает атмосфера гостиной, салона, где исполнители и слушатели принадлежат одному сообществу, причастны одному событию».
С самых первых лет существования «Декабрьских вечеров» концерты снимались, полностью или частично, для телефильмов и телепередач (режиссёром первых фильмов-концертов был С. И. Чекин). Уже в 1986 году, в год пятилетнего юбилея фестиваля, корреспондент газеты «Известия» Г. Кухарский называл «Декабрьские вечера» «ярчайшей страницей современной музыкальной жизни» и отмечал, что фильмы о них успели войти в привычный обиход. К 10-летию, 15-летию, 25-летию и последующим юбилеям фестиваля Государственным музеем изобразительных искусств им. А. С. Пушкина выпускались посвящённые ему иллюстрированные издания.
В 2014 году XXXIV фестиваль был посвящён 100-летию со дня рождения Святослава Рихтера (отмечавшемуся в марте 2015 года), и вся программа была сформирована как приношение великому пианисту. Исполнялись произведения, которые он любил и которые входили в его репертуар; приуроченная к фестивалю выставка носила название «И цвет, и звук», подчёркивая заданное Рихтером направление к сближению пространственных и временны́х искусств.
В 2020 году юбилейный сороковой фестиваль «„Декабрьские вечера Святослава Рихтера“. Обратная перспектива: 2020—1981», который изначально планировалось посвятить 105-летию со дня рождения маэстро, впервые за всю историю прошёл в усечённом формате. Из-за пандемии COVID-19 приуроченная к нему выставка не проводилась; концерты проходили без зрителей, которые имели возможность увидеть их лишь в формате онлайн-трансляции. 30 ноября 2020 года ушла из жизни Ирина Антонова, и начавшийся 2 декабря фестиваль, связанный с библейской тематикой, стал своего рода прощальной литургией.
В 2022 году фестиваль не состоялся из-за отмены приуроченной к нему выставки «Век Арчимбольдо» и отказа музыкантов из европейских стран принять участие. Вместо него был проведён музыкальный фестиваль «Искусство перевода», концептуально связанный, как и «Декабрьские вечера», с выставкой «Всеобщий язык», в основу которой лёг библейский миф о Вавилонской башне. Участниками стали ансамбли, оркестры и солисты отечественной исполнительской школы. В то же время заведующая отделом музыкальной культуры Пушкинского музея Юлия Де-Клерк сообщила, что фестиваль продолжит существовать, и музей будет стремиться сохранить его исторический формат.

## Концепция
С самого начала главной особенностью фестиваля была идея синтеза разных видов искусств: живописи, музыки, поэзии, театра. Впоследствии Ирина Антонова неоднократно подчёркивала, что таково было желание Рихтера и что поиск параллелей, ассоциативных связей, общности идей и образов музыки и пластических искусств был близок его натуре. В некоторых случаях эти созвучия носили прямолинейный, иллюстративный характер, сочетая музыку и изобразительное искусство одной эпохи (к примеру, живопись романтизма и романтическую музыку Шопена, Шуберта, Шумана), но часто оказывались более тонкими и неожиданными, как, например, графика Матисса в параллели с музыкой шести композиторов XX века: Шостаковича, Прокофьева, Шёнберга и других. Юрий Башмет также характеризовал принцип синтеза искусств как главную особенность фестиваля, придающую ему оригинальность: «Декабрьские вечера — это не просто концерты в музейных залах, что делают многие. Это специально подготовленные тематические программы, в основе которых поиск созвучий музыки и живописи. Это не сопоставление, а некая полифония и в конечном счёте взаимообогащение этих двух видов искусств».
Помимо музыкальной и живописной составляющей, в фестивале неизменно присутствует литературно-театральный элемент. В программы входят поэтические вечера, драматические постановки, оперные спектакли; в рамках концертов могут звучать стихотворения, тем или иным образом созвучные исполняемым произведениям или непосредственно связанные с историей их создания. Выставка, вокруг которой выстраивается музыкальная и литературная программа, считается главной выставкой года. Каждый год музыкальный фестиваль и художественная выставка объединены определённой «лейттемой», разные грани которой высвечиваются диалогом искусств. В качестве примера одной из наиболее интересных живописно-музыкальных параллелей Ирина Антонова приводит фестиваль 1992 года, представивший камерное творчество двух мастеров, преимущественно работавших в большой форме: Рембрандта и Бетховена. По её словам, между офортами Рембрандта и квартетами и трио Бетховена обнаружились неожиданные связи, показавшие, что камерное творчество для художника крупной формы имеет свои законы.
Роль и значение фестиваля в целом Ирина Антонова представляла следующим образом:
«Декабрьские вечера» стали вторым призванием музея, его «Скрипкой Энгра». Занятием факультативным, но, как оказалось, многократно расширившим наши возможности в диалоге со зрителем. Музыкальный фестиваль придал музею новое измерение, обогатил восприятие глубиной ассоциаций, широтой представления о времени создания художественных произведений, размышлениями о природе искусства. Он вернул нас к начальному пониманию нашего Дома как музея Изящных Искусств.

## Участники
Одна из особенностей фестиваля — высочайший уровень участников, в числе которых мастера мирового уровня. В разные годы на «Декабрьских вечерах» выступали такие отечественные исполнители, как скрипачи Олег Каган, Виктор Третьяков, Владимир Спиваков, Вадим Репин, виолончелисты Наталия Гутман, Александр Рудин, Александр Князев, пианисты Элисо Вирсаладзе, Людмила Берлинская, Елизавета Леонская, Евгений Кисин, Михаил Плетнёв, Денис Мацуев, Николай Луганский, Алексей Любимов. Среди зарубежных солистов и коллективов — скрипачи Исаак Стерн (США), Гидон Кремер (Германия), Джошуа Белл (США), пианисты Марта Аргерих (Аргентина), Ефим Бронфман (Израиль), Белла Давидович (США), Андраш Шифф (Венгрия), Люка Дебарг (Франция), певцы Р. Холл (Нидерланды), Петер Шрайер (Германия) и Эмма Кёркби (Великобритания), «Ардитти-квартет» (Великобритания), «Ars Nova» (Дания), «Il Giardino Armonico» (Италия), «Les Arts Florissants» (Франция) и др.
Помимо музыкантов, в «Декабрьских вечерах» принимали участие поэты Евгений Евтушенко, Андрей Вознесенский и Белла Ахмадулина; драматические артисты и мастера художественного слова Сергей Юрский, Алла Демидова, Вениамин Смехов, Михаил Козаков, Василий Лановой и другие, а также близкие друзья Ирины Антоновой Владимир Васильев, балетмейстер и хореограф, и Борис Мессерер, художник и сценограф.
На «фестивальных» выставках экспонировались живопись, скульптура, графика, прикладное искусство со всего мира, в том числе из музеев России, Великобритании, Франции, Германии, Австрии, Испании, США и других стран. В числе музеев, принимавших участие в экспозициях, — Третьяковская галерея, Эрмитаж, Государственный Русский музей, Государственный исторический музей, Российский национальный музей музыки, музеи Московского Кремля; Лувр, музей Орсе, Центр Помпиду, Прадо, Центр искусств королевы Софии, галерея Тейт, музей Виктории и Альберта, Метрополитен-музей, Музей истории искусств, Египетский музей, Дрезденская картинная галерея, варшавский Национальный музей и другие крупнейшие музеи мира.

## Отзывы
Многие музыканты и другие деятели культуры отмечали своеобразный, во многом уникальный характер «Декабрьских вечеров» и то особое место, которое они заняли в музыкальной жизни Москвы. Так, И. Е. Прусс подчёркивала необычность подхода, лёгшего в его основу:
Концепция фестиваля, в основе которой лежит идея синтеза пластических искусств и музыки, делает его уникальным явлением среди множества музыкальных фестивалей в современном мире. На «Декабрьских вечерах» каждый раз создается соответствующая выбранной теме эмоциональная среда, которая активизирует восприятие зрителя-слушателя. Эта среда выводит человека из круга обыденных настроений, духовно его мобилизует, обостряет взгляд и слух.
Сходным образом фестиваль характеризовал оперный режиссёр Борис Покровский, принимавший в нём непосредственное участие: «„Декабрьские вечера“ — это не просто концерты в залах великолепного музея, а некое новое художественно-музыкальное пространство, в котором на стыке двух великих искусств — изобразительного и музыкального — высекается искра художественной Правды, происходит торжество художественной истины». Музыковед и музыкальный критик Л. Е. Гаккель видел в них воплощение вагнеровского понятия Gesamtkunstwerk; по его словам, «Декабрьские вечера» создал не просто великий музыкант, но «человек культуры, если понимать культуру как единую среду духовного обитания».
Как участники фестивалей, так и писавшие о них критики неизменно отмечали их особый дух, особую тональность и атмосферу. Так, в 1984 году обозреватель издания «Советская культура» А. А. Золотов характеризовал эту атмосферу как то особое творческое состояние, возникающее благодаря соприкосновению с искусством, «вне которого оно [искусство] не может быть осознано до конца и вживе». В 2005 году пианист Евгений Кисин писал, что фестивалю свойственны «атмосфера элитарности в лучшем смысле этого слова, невероятная концентрация духа искусства в чистом виде и доступное лишь свидетельству избранных служение прекрасному».
Все, кому довелось тем или иным образом быть причастным к «Декабрьским вечерам», отдавали должное их основателям: Святославу Рихтеру и Ирине Антоновой. В частности, А. А. Золотов видел в них плод «вдохновения Святослава Рихтера, его энергии восприятия жизни, искусства, всех искусств, осознаваемых в единстве и „взаимовдохновении“», и серьёзной, вдохновенной исследовательской работы Ирины Антоновой, которая подбирала экспонаты для выставок и вела переговоры с музеями, в том числе зарубежными. Музыковед и литературовед Святослав Бэлза в свою очередь отмечал, что своей уникальностью фестиваль в первую очередь обязан своим «крёстному отцу» и «крёстной матери» — Святославу Рихтеру и Ирине Антоновой: «высокий профессиональный авторитет и человеческое обаяние этих двух людей обеспечивали счастливую судьбу „Декабрьских вечеров“».
В 2025 году пианист и музыковед Александр Куликов, соавтор журнала «Музыкальная жизнь», назвал, подводя своего рода итог почти сорокапятилетнему существованию фестиваля, в числе основных его особенностей «рафинированность программ», «участие мировых звёзд» и «неповторимую атмосферу восприятия музыки в окружении полотен великих мастеров». «Декабрьские вечера», по его мнению, можно назвать редким примером фестиваля, который не просто представляет собой «набор отдельных событий», а сумел стать и остаться, даже после ухода его создателей, «настоящим праздником, обладающим гармоничной концепцией, выстроенной формой и несколькими кульминациями».

## Комментарии
1. ↑  Первый концерт Святослава Рихтера в Пушкинском музее состоялся 14 апреля 1949 года[4].
2. ↑  Имеется в виду основанный Рихтером в 1964 году фестиваль «Музыкальные празднества в Турени».
3. ↑  Впоследствии Рихтер говорил: «Теперь у меня в Москве есть второй дом и свой месяц – декабрь»[9][3].